# زغبورة
الزغبورة أو الزُّعْبُولَة (الاسم العلمي: Stigmella) هي جنس من الحشرات تتبع الفصيلة السليلات من رتبة حرشفيات الأجنحة.

## أنواع الزغبورة
- زغبورة بستانية
- زغبورة بيضاء
- زغبورة حائرة
- زغبورة تريومفيتية
- زغبورة ناصلة
- زغبورة قاتمة
- زغبورة آكلة الفاغرة
- زغبورة إجاصية
- زغبورة آكلة الإجاص
- زغبورة حمراء الرأس
- زغبورة آكلة البوقيصا
- زغبورة شرهة للبوقيصا
- زغبورة رونزورية
- زغبورة زعرورية
- زغبورة متقوقعة
- زغبورة مدارية
- زغبورة معذبة
- زغبورة عريضة الشريط
- زغبورة مسوقة
- زغبورة شوكاء
- زغبورة نشمية
- زغبورة آكلة الدومباية
- زغبورة خفية الأبواغ
- زغبورة سندرية
- زغبورة غروية
- زغبورة مبهمة
- زغبورة قطنية
- زغبورة قمبريطية
- زغبورة متباينة الأطراف
- زغبورة تافهة
- زغبورة حشوية
- زغبورة داكنة الرأس
- زغبورة رفيعة الصمام
- زغبورة سوداء
- زغبورة شاذة
- زغبورة صغيرة
- زغبورة عطرية